# Myodes shanseius
Myodes shanseius је врста волухарице, ендемична за источну Азију.

## Распрострањење
Ареал врсте је ограничен на једну државу, Кину.

## Станиште
Станиште врсте су шуме. 

## Угроженост
Ова врста је наведена као последња брига, јер има широко распрострањење и честа је врста.